# Wiek XX (film)
Wiek XX (wł. Novecento) – włosko-francusko-niemiecki dramat historyczny z 1976 roku w reżyserii Bernarda Bertolucciego.

## Fabuła
Dwóch chłopców urodziło się tego samego dnia – 27 stycznia 1901 roku, w dniu śmierci Giuseppe Verdiego, w posiadłości ziemskiej w Emilii-Romanii we Włoszech. Alfredo to syn właściciela majątku, a Olmo jest nieślubnym dzieckiem w licznej rodzinie chłopów, dzierżawców, związanej z gospodarstwem. Chłopcy razem dorastają, stopniowo zdając sobie sprawę ze swojego odmiennego statusu społecznego.
Alfredo jest sterroryzowany przez ojca, bogacza bliskiego kręgom faszystowskim, chciałby żyć bardziej beztrosko. Pozwala, by faszystowski kierownik gospodarstwa Attila (członek Czarnych Koszul) brutalnie traktował chłopów. Wobec tych niesprawiedliwości Olmo, zachęcany przez narzeczoną nauczycielkę, rozpoczyna działalność socjalistyczną i organizuje opór przeciw faszystom.
Losy tych dwóch mężczyzn rozgrywają się na tle historii Włoch, postępu technicznego, pierwszej wojny światowej, rozwoju socjalizmu, a następnie faszyzmu (squadristi). Film kończy się, gdy druga wojna światowa przynosi zwycięstwo chłopów nad faszystami. W epilogu Attila zostaje zabity przez chłopów. Alfredo jest sądzony za współpracę z reżimem, ale zostaje oszczędzony. Olmo zwraca się bezpośrednio do widzów i ogłasza, że symboliczny posiadacz ziemski umarł.

## Obsada
- Robert De Niro jako Alfredo Berlinghieri
- Ferruccio Amendola jako Alfredo Berlinghieri (głos)
- Gérard Depardieu jako Olmo Dalcò
- Claudio Volonté jako Olmo Dalcò (głos)
- Dominique Sanda jako Ada Fiastri Paulhan
- Rita Savagnone jako Ada Fiastri Paulhan (głos)
- Francesca Bertini jako siostra Desolata
- Laura Betti jako Regina
- Werner Bruhns jako Ottavio Berlinghieri
- Riccardo Cucciolla jako Ottavio Berlinghieri (głos)
- Stefania Casini jako Neve
- Sterling Hayden jako Leo Dalcò
- Renato Mori jako Leo Dalcò (głos)
- Stefania Sandrelli jako Anita Foschi
- Anna Henkel-Grönemeyer jako Anita Dalcò
- Rossella Izzo jako Anita Dalcò (głos)
- Ellen Schwiers jako Amelia
- Paila Pavese jako Amelia (głos)
- Alida Valli jako pani Pioppi
- Romolo Valli jako Giovanni Berlinghieri
- Bianca Magliacca jako chłopka
- Giacomo Rizzo jako Rigoletto
- Pippo Campanini jako Don Tarcisio
- Donald Sutherland jako Attila Mellanchini
- Antonio Guidi: Attila Melanchini (głos)
- Burt Lancaster jako Alfredo Berlinghieri
- Giuseppe Rinaldi jako Alfredo Berlinghieri (głos)

Źródło: 

## Produkcja
Zdjęcia kręcono w następujących lokacjach na terenie Włoch według prowincji: 
- prowincja Cremona (Casalmaggiore, San Giovanni in Croce, Voltido);
- prowincja La Spezia (Cinque Terre);
- prowincja Mantua (Mantua, Bozzolo, Curtatone, Poggio Rusco, Suzzara);
- prowincja Modena (Modena);
- prowincja Neapol (Capri);
- prowincja Parma (Busseto, Salsomaggiore Terme);
- prowincja Reggio Emilia (Guastalla)[2][3].